# Плисак
Плисак (або ще «бальщик», «сплавщик», «плисник», «флисник», «плотогон») — представник професійної групи, що займалася річковим сплавом деревини з Полісся до портів Балтійського моря. Наявність достатньої кількості лісу завжди була сприйнятливим фактором розвитку сплаву на Поліссі.
В українському Прикарпатті людей цієї професії називали «бокораш». У Польщі плисаками (пол. flisak) називали людей, які сплавяли будь-які товари річковим транспортом.
Як правило, це були селяни, що жили в прирічкових селах, де була можливість організувати сплав. З часом ці люди створили свої власні звичаї і словниковий запас.

## Походження назви
Назва «плисак» — українізоване пол. flisak, що, у свою чергу, походить від нім. Fluss («річка»). Як правило, наймом плотогонів займалися торгівці лісом, а це були переважно німці, які й організовували сплав. Тому вся термінологія цього ремесла була взята з німецької.

## Діяльність
Деревину для сплаву заготовляли із зими, стягали до заливних лугів великих річок. Поки вода не прибувала, деревину формували в плоти.
Етнограф С. А. Макарчук зазначає:
На річках басейну Прип'яті кожну з 6—20 деревин прив'язували до поперечних колод («рублів») за допомогою гужви на обох їх кінцях. У цьому випадку ув'яззю колод слугували березові, дубові, соснові, ялинові «дубці» (розпарені та розім'яті молоді стовбурці дерев або їх гілляки) завдовжки до 3 м. На мілководних річках сплавляли переважно по 2—3 разом з'єднаних малогабаритних плотоодиниць і навіть одинарні плоти (стави, плоти, клені), натомість на повноводних річках 8—15 одинарних лісосплавних плотів об'єднували в так званий пас, що мав довжину 80—120 м, а 10—12 «пасів» — у караван (колєю), довжина якого іноді сягала понад 1 км. На другому-третьому плотах кожного «паса» українські плисаки зводили ще будки, де вони ночували, відпочивали під час зупинок, зберігали їжу, одяг, інструменти. Рух лісового сплаву по воді управляли за допомогою кількох весел, а на поліських і волинських річках — також за допомогою довгих жердин («шостів»).
Деревина сплавлялася для потреб флоту зі всього Полісся за течією річок з басейну Прип'яті до р. Прип'яті. Звідти через річку Шару в Німан до Балтійського моря, у Гданськ та інші міста.

## Історія виникнення
У XVI—XVIII століттях здійснювалася особливо інтенсивна заготівля деревини. Оскільки на той час Європа вже практично обезліснилася, польський уряд (який тоді правив на території українського, білоруського та польського Полісся) зосередив всі зусилля на поліському ареалі, маючи з цього великі прибутки. Розпочалося хижацьке винищення природи. В 1860 році по Стиру (притока Прип'яті) пропливли 453 плоти з лісу. Шляхта масово використовуючи дешеву робочу силу, масово вивозила найкращі породи вікових дерев. За півтора століття на поліських землях вирубано 60-70 відсотків усіх лісів.
Робота плисака була сезонною — тільки на час весняних паводків. Вона була небезпечною і порівняно добре оплачуваною. В 1853 році в басейні річки Прип'ять сплавом займалися 6380 чоловік.

## Плисаки в народній творчості
В народних піснях Полісся часто згадуються плисаки:
|  | Да вже весна, да вже скресла! Із стріх вода каплє. Да вже нашим плєсаченькам Мандрівочка пахне... |

Плисаки, пливучи на плотах біля с. Кричильськ по р. Горинь, запитували дітей, що стояли на березі, чи росте капуста (бо, за повір'ям, дітей знаходили в капусті). Діти відповідали: «Росте й приймається, дурний той, хто питається».